# エリザベス・ポストン
エリザベス・ポストン（Elizabeth Poston, 1905年10月24日 - 1987年3月18日）は、イギリスの作曲家、ピアニスト、著作家。

## 生涯
ポストンはロンドンの王立音楽アカデミーで学んだ。そこでピーター・ウォーロックやレイフ・ヴォーン・ウィリアムズに励まされた。ヴァイオリン・ソナタで王立音楽アカデミーから賞を貰い、その曲はBBCでも放送された。王立音楽アカデミーを卒業した1925年に7つの歌曲が、1928年にはさらに5曲が出版された。1930年から1939年にかけて海外に渡り、建築を学びながら、民謡を収集した。第二次世界大戦が始まるとイギリスに帰国し、BBCに参加、BBCヨーロッパ・サービスの音楽監督になった。1945年にBBCを離れるが、1947年にBBCサード・プログラム（BBC Third Programme）設立の助言者として復帰した。1955年から1961年まで女性音楽家協会（Society of Women Musicians）会長を務めた。
ポストンは、ラジオだけで40番組以上、さらにテレビのために作曲した。C・S・ルイスやディラン・トーマスといった作家たちとの共作もある。テレビ『ハワーズ・エンド』（1970年）のスコアは、小説の舞台であるロックス・ネスト・ハウスに住んで作曲した。
作曲以外では、ポストンは学者でもあり、Arts Council of Great Britainのために論文やプログラム・ノートを書き、多くの民謡、キャロル、賛美歌集を編集した。1947年にはBBCのためにピーター・ウォーロックの全5部からなる講義シリーズを製作した。ポストンは優れた演奏者でもあり、ウォルター・リーの『ピアノと弦楽のための協奏曲』のナショナル・ギャラリー・コンサーツでの初演でピアノを演奏した 。

## 代表作
- イエス・キリスト りんごの木（Jesus Christ the Apple Tree） - クリスマス・キャロル。